# Chenanisuchus
Chenanisuchus è un genere di crocodilomorfo dirosauride che visse dal Tardo Cretaceo al Paleocene, i cui resti fossili sono stati rinvenuti in Marocco. È stato descritto nel 2005, dopo che le spedizioni lo avevano scoperto nel 2000.
Attualmente, Chenanisuchus è il dirosauride più basale conosciuto.

## Materiale
Due esemplari di C. lateroculi, OCP DEK-GE 262 (l'olotipo, un cranio quasi completo con frammenti mandibolari) e OCP DEK-GE 61 (un cranio quasi completo), provengono dall'area di Sidi Chenane in Marocco, dadati all'epoca del tardo Paleocene (Thanetiano). Fossili di Chenanisuchus sono stati trovati anche negli strati dell'età del Maastrichtiano in Mali, dimostrando che Chenanisuchus è sopravvissuto all'evento di estinzione del Cretaceo-Paleogene.

## Sistematica
Chenanisuchus lateroculi è stato classificato come Dyrosauridae, basato su tre caratteristiche morfologiche:
- Presenza di tuberosità occipitali
- Presenza di un processo postorbital anterolaterale
- ampia partecipazione del quadrato-giugale e del surangolare all'articolazione della mascella

## Paleobiologia
Chenanisuchus lateroculi aveva una lunghezza stimata da adulto tra i 4 e 4,5 metri, sulla base di un cranio lungo 60 centimetri. Aveva il muso più corto rispetto alla lunghezza del cranio dorsale rispetto tutti i dirosauridi, ma il suo muso è più spesso e il cranio è meno sottile rispetto ai dirosauridi come Sokotosuchus. Sembrerebbe che ci siano 4 denti su ciascuna premascella, con una stima di 13 su ciascuna mascella. I denti sulle mascelle sono corti e robusti, ma affilati.
Gli studi sulla morfologia dell'orecchio interno dei dirosauridi del Mali suggeriscono che fossero adattati per camminare sul fondo del mare invece che per nuotare, un'ipotesi supportata dall'apparente mancanza di adattamenti per il nuoto osservata in altri coccodrilli marini (ad esempio Metriorhynchidae), come le pinne a paletta. È stato suggerito che questa modalità di locomozione subacquea abbia contribuito alla sopravvivenza dei dirosauridi come Chenanisuchus al confine k-T.